# Forrestal Range
Il Forrestal Range è una catena montuosa antartica, in gran parte coperta di neve e lunga 105 km, situata a est del Dufek Massif e del Neptune Range, nei Monti Pensacola in Antartide. 
La catena montuosa fu scoperta e fotografata il 13 gennaio 1956 nel corso di un volo transcontinentale nonstop dai membri dell'Operazione Deep Freeze I della U.S. Navy in volo dal Canale McMurdo al Mar di Weddel e ritorno. La catena è stata mappata dettagliatamente dall'United States Geological Survey (USGS) nel 1967-68 sulla base di rilevazioni e foto aeree scattate dalla U.S. Navy nel 1964.
La denominazione è stata assegnata dall'Advisory Committee on Antarctic Names (US-ACAN) in onore della USS Forrestal, la prima superportaerei della U.S. Navy.

## Vette principali
- Abele Spur (83°13′S 51°05′W).[2]
- Blount Nunatak (83°16′S 51°19′W).[3]
- Cooke Crags (83°10′S 50°43′W).[4]
- Mount Lechner 83°14′S 50°55′W.[5]
- Watts Summit (83°12′S 50°31′W).[6]
- Mount Zirzow (83°08′S 49°06′W).[7]

## Elementi di interesse geografico importante
- Lexington Table (83°05′S 49°45′W).[8]
- Saratoga Table (83°20′S 50°30′W).[9]

## Elementi di interesse geografico
Gli elementi di interesse geografico comprendono:
- Ackerman Nunatak
- Beiszer Nunatak
- Burmester Dome
- Butler Rocks
- Camp Spur
- Chambers Glacier
- Coal Rock
- Creaney Nunataks
- Crouse Spur
- Dyrdal Peak
- Erlanger Spur
- Fierle Peak
- Ford Ice Piedmont
- Franko Escarpment
- Gabbro Crest
- Grob Ridge
- Haskill Nunatak
- Henderson Bluff
- Herring Nunataks
- Hodge Escarpment
- Huie Cliffs
- Kent Gap
- Kovacs Glacier
- Lance Rocks
- Larson Nunataks
- Magnetite Bluff
- Mathis Spur
- May Valley
- McCauley Rock
- Median Snowfield
- Mount Hook
- Mount Hummer
- Mount Malville
- Mount Mann
- Mount Stephens
- Ray Nunatak
- Ritala Spur
- Ronald Rock
- Sallee Snowfield
- Sheriff Cliffs
- Skidmore Cliff
- Sorna Bluff
- Support Force Glacier
- Thompo Icefall
- Vanguard Nunatak
- Vigen Cliffs